# Дженифър Джонстън
Дженифър Джонстън (на английски: Jennifer Johnston) е ирландска писателка, авторка на произведения в жанра съвременен роман.

## Биография и творчество
Дженифър Джонстън е родена на 12 януари 1930 г. в Дъблин, Ирландия, в семейство на литератори. Баща ѝ е известен драматург, а майка ѝ е актриса и театрален режисьор. Учи в Тринити колеж в Дъблин, но не завършва. През 1951 г. се омъжва за адвоката Йън Смит и заедно имат четири деца. Живеят дълго време в Дери, Северна Ирландия, преди да се разведат. През 1976 г. се жени за Дейвид Джонстън Гилиланд, адвокат и баща на пет деца от предишен брак.
Първоначално преследва артистична кариера, но започва да пише след 35-ата си годишнина, като полага много усилия да се „възпита като писател“. Първият ѝ роман „Captains and the Kings“ е публикуван през 1972 г. Той е оценен от критиката и печели наградата „Питман“.
През 1974 г. излиза третият ѝ роман. Той става бестселър и през 1982 г. е екранизиран в едноименния и много успешен ТВ филм с участието на Даниъл Дей-Луис и Кристофър Феърбанк.
Романът ѝ „The Old Jest“ (Старата шега), публикуван през 1979 г., е удостоен с наградата „Уайтбред“ за литература. Неговото действие се развива по време на Войната за независимост на Ирландия от Англия. По него през 1988 г. е направен филмът „Разсъмване“ с участието на Антъни Хопкинс.
Следващият ѝ роман „The Christmas Tree“ от 1981 г. също е екранизиран в едноименен ТВ филм през 1986 г. с участието на Анна Маси и Саймън Калоу.
По издаденият след него роман „The Railway Station Man“ също е адаптиран за телевизията в много успешния филм „Човекът от гарата“ с участието на Джули Кристи, Доналд Съдърланд и Джон Линч.
През 1998 г. публикува романа „Две луни“, който веднага става международен бестселър.
В своите произведения писателката се занимава с политическите и културни напрежения в Ирландия, акцентирайки върху англо-ирландските проблеми. Те са богати на диалог и често засягат междуличностните взаимоотношения и трудния преход от детството към зрелостта. Макар да засягат дълбоки лични проблеми, произведенията ѝ са далеч от сантименталността и конвенциалността.
През 2012 г. писателката е удостоена с ирландската литературна награда за цялостно творчество.
Дженифър Джонстън живее със семейството си в Дери, Северна Ирландия.

## Произведения

### Самостоятелни романи
- Captains and the Kings (1972)
- The Gates (1973)
- How Many Miles to Babylon? (1974)
- Shadows on our Skin (1977)
- The Old Jest (1979) – награда „Уайтбред“
- The Christmas Tree (1981)
- The Railway Station Man (1984)
- Fool's Sanctuary (1987)
- The Invisible Worm (1991)
- The Illusionist (1995)
- The Desert Lullaby (1996)
- Two Moons (1998)
 Две луни, изд.: „Унискорп“, София (2005), прев. Правда Илиева
- The Gingerbread Woman (2000)
- This Is Not a Novel (2002)
Това не е роман, изд.: „Унискорп“, София (2006), прев. Правда Митева
- Grace and Truth (2005)
- Foolish Mortals (2007)
- Truth or Fiction (2009)
Истина или измислица, изд.: „Унискорп“, София (2011), прев. Правда Митева
- Shadowstory (2011)
- A Sixpenny Song (2013)
- Naming the Stars (2015)

### Участие в общи серии
Серия „Хотел „Финбар“ (Finbar's Hotel)
- Finbar's Hotel (1997) – с Дермът Болгър, Роди Дойл, Ан Енрайт, Хюго Хамилтън, Джоузеф О'Конър и Колм Тойбин

от серията има още 1 роман от други автори

### Пиеси
- The Nightingale and Not the Lark (1980)
- Indian Summer (1983)
- Andante un Poco Mosso (1983)
- The Porch (1986)
- The Desert Lullaby: A Play in Two Acts (1996)

### Сборници
- Selected Plays (2003)
- From the Republic of Conscience: Stories Inspired by the Universal Declaration of Human Rights (2009) – с Мейв Бенчи, Джон Бойн, Джон Конъли, Роди Дойл, Шеймъс Хийни, Нийл Джордан, Колъм Маккан, Франк Маккорт и Колм Тойбин

### Разкази
- The Theft
- Трио, Trio

### Филмография
- 1980 Play for Today – ТВ сериал, 1 епизод
- 1982 How Many Miles to Babylon? – ТВ филм, по романа
- 1986 The Christmas Tree – ТВ филм, по романа
- 1988 The Dawning – по романа „The Old Jest“
- 1992 Човекът от гарата, The Railway Station Man – ТВ филм, по романа